# Kurt Wünsche

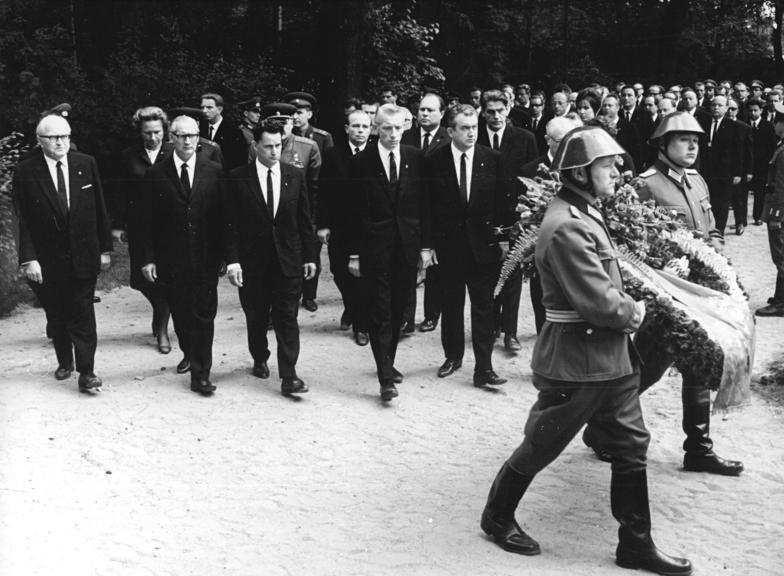
Kurt Wünsche bei einem Staatsbegräbnis 1967 (erste Reihe 5.v.l.)

Kurt Wünsche (* 14. Dezember 1929 in Obernigk, Landkreis Trebnitz, Provinz Niederschlesien; † 14. Juni 2023 in Berlin) war ein deutscher Politiker der Blockpartei LDPD. Er war von 1967 bis 1972 sowie abermals 1990 Justizminister der DDR.

## Leben
Der Sohn eines Chemikers absolvierte die Volks- und Oberschule in Dresden. Er trat 1946 in die Liberal-Demokratische Partei Deutschlands und in die FDJ ein und war bis 1951 Funktionär des LDPD-Kreisverbandes Dresden und des Landesverbandes Sachsen. Von 1951 bis 1954 war er Hauptabteilungsleiter für Organisation des Zentralvorstandes der LDPD. Im Zusammenhang mit dem Aufstand des 17. Juni wurde er als Agent verdächtigt und zeitweise vom Ministerium für Staatssicherheit (MfS) inhaftiert. Ab 1954 war er Mitglied des Zentralvorstandes (ZV), des Politischen Ausschusses und Sekretär des ZV, von 1960 bis 1965 stellvertretender Generalsekretär und seit 1967 stellvertretender Vorsitzender der LDPD.
Von 1954 bis 1959 absolvierte er ein Fernstudium und wurde 1964 an der Deutschen Akademie für Staats- und Rechtswissenschaft „Walter Ulbricht“ in Potsdam nach einer gemeinsam mit Manfred Gerlach verfassten Arbeit zur „Funktion und Entwicklung der Liberal-Demokratischen Partei Deutschlands im Mehrparteiensystem der Deutschen Demokratischen Republik “ zum Dr. jur. promoviert. Von 1954 bis 1972 war er Abgeordneter der Volkskammer, zunächst als Mitglied des Jugendausschusses, dann als Mitglied des Justizausschusses und schließlich als Mitglied des Rechtsausschusses. Er war ab 1965 als Nachfolger von Max Suhrbier stellvertretender Vorsitzender des Ministerrates und ab 1967 als Nachfolger von Hilde Benjamin Minister der Justiz. In dieser Funktion war er maßgeblich an der Verschärfung des politischen Strafrechts in der DDR beteiligt. Aufgrund von Konflikten zu Fragen des Rechtswesens und der Verstaatlichung von privaten und halbstaatlichen Betrieben trat er 1972 als Minister zurück. 1982 wurde der von Wünsche gemeinsam mit Frohmut Müller erstellte Beitrag im juristischen Lehrbuch „Grundlagen der Rechtspflege“ zu den „Grundfragen der Stellung, Funktion und Tätigkeit der Gerichte, der Staatsanwaltschaft und der Rechtsanwaltschaft in der DDR“ als Dissertation B an der Akademie für Staats- und Rechtswissenschaft Potsdam angenommen.
Anschließend war er ordentlicher Professor für Gerichtsverfassungsrecht an der Humboldt-Universität zu Berlin. Vom 11. Januar bis 16. August 1990 war er erneut Minister der Justiz im Kabinett von Hans Modrow und später auch bei Lothar de Maizière.
Von 1954 bis 1961 war Wünsche als Geheimer Informant bei der DDR-Staatssicherheit erfasst.
Wünsche wurde 1958, 1965, 1979 und 1989 mit dem Vaterländischen Verdienstorden sowie 1969 mit dem Banner der Arbeit ausgezeichnet.

## Publikationen
- mit Manfred Gerlach: Funktion und Entwicklung der Liberal-Demokratischen Partei Deutschlands im Mehrparteiensystem der Deutschen Demokratischen Republik. phil. Diss., Potsdam 1964.
- mit Frohmut Müller: Grundlagen der Rechtspflege. Lehrbuch. Staatsverlag der Deutschen Demokratischen Republik, Berlin 1983.